# АнтиТабачна кампанія

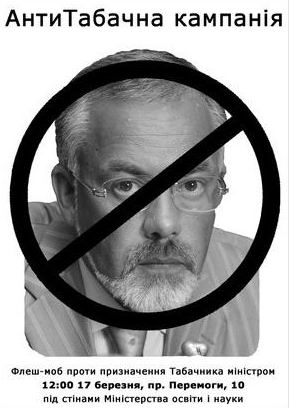
Одна з інтернет-листівок кампанії

«АнтиТаба́чна кампа́нія» або «Таба́чник, пішо́в геть!» — кампанія протесту частини українських громадських, студентських і молодіжних організацій, органів місцевого самоврядування, політичних партій, діячів освіти і науки за звільнення з посади міністра освіти і науки України (з 9 грудня 2010 року — міністра освіти і науки, молоді та спорту) Дмитра Табачника, відомого українофобськими висловлюваннями. Започаткована в березні 2010 року.

## Передумови
Ще до свого призначення міністром політик був відомий своїми неоднозначними висловлюваннями на тему української історії та культури. У 2008 році український учений і депутат ВР Юрій Гнаткевич написав про це книгу «Антитабачник».

## Хроніка подій

### Березень 2010
- 12 березня 2010 року, наступного дня після призначення Дмитра Табачника на посаду міністра освіти і науки України, у Верховній Раді України зареєстрували проєкт постанови «Про звільнення міністра освіти і науки України Табачника Д. В.» (№ 6183)[10]. Проєкт подала депутатська група «За Україну!»[11].
- 13 березня 2010 року громадськість Львівщини звернулася до Президента України, народних депутатів України, депутатів місцевих рад, українського народу з вимогою негайного усунення «українофоба і неосталініста» Дмитра Табачника з посади міністра і закликом солідаризації[12].
- 14 березня 2010 року на знак незгоди з призначенням Дмитра Табачника на посаду міністра освіти і науки України подав у відставку заступник міністра Павло Полянський[13].
- 15 березня 2010 року Івано-Франківська обласна рада звернулася до Президента України Віктора Януковича, голови Верховної Ради України Володимира Литвина, прем'єр-міністра України Миколи Азарова з заявою, в якій висловила «рішучий протест проти перебування Дмитра Табачника на посаді та проти намірів знову повернути освіту до застарілого зразка, що веде до хабарництва, розкручування нового витка корупції, віддалення від сучасних освітніх світових програм.»[14]
- 15 березня 2010 року громадські організації Донецької області звернулася до Президента України Віктора Януковича, голови Верховної Ради України Володимира Литвина, Прем'єр-міністра України Миколи Азарова з вимогою звільнення Дмитра Табачника з посади міністра[15][16].
- 15 березня 2010 року львівські студенти провели флешмоб «Спалення в ім'я освіти»[17][18].
- 15 березня 2010 року із закликом до «всіх громадян, громадських організацій, представницьких органів місцевого самоврядування» звернулося громадське об'єднання «Українська альтернатива». Учасники об'єднання закликали «до активних дій, спрямованих на захист національних прав і свобод». На їхнє переконання «Табачник повинен піти!»[19]
- 16 березня 2010 року Президент Національного університету «Києво-Могилянська академія» Сергій Квіт звернувся до освітянської громадськості із закликом «висловитися публічно проти Дмитра Табачника — особи, неприйнятної на такій важливій та відповідальній посаді, як міністр освіти і науки України.»[20]
- 16 березня 2010 року фракція Блоку Юлії Тимошенко у Верховній Раді України оприлюднила заяву про те, що вимагатиме від парламенту відставки Дмитра Табачника[21].
- 16 березня 2010 року Всеукраїнське об'єднання «Свобода» оголосило про початок всеукраїнської молодіжної кампанії «Геть Табачника! Зупинимо антиукраїнський наступ на освіту і науку»[22].

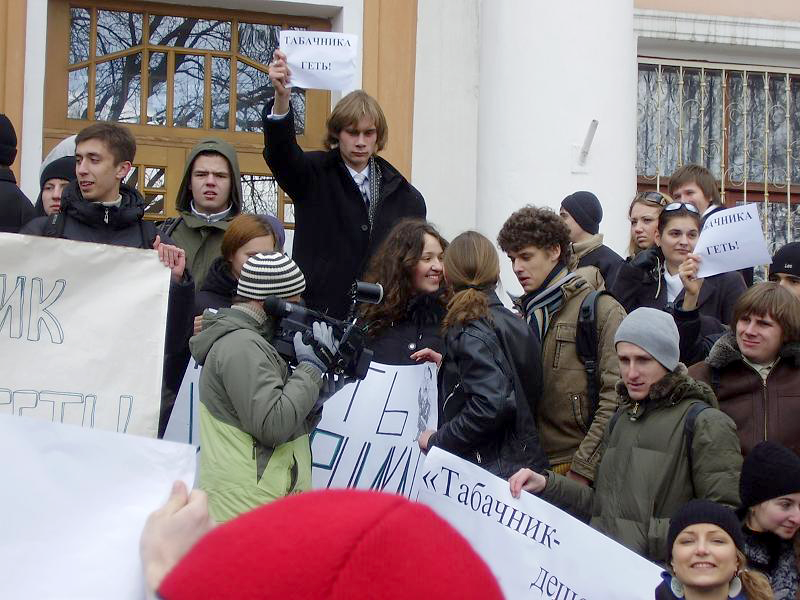
Під час акції «Табачника — на смітник історії!», Київ

- 17 березня 2010 року в Києві біля будівлі Міністерства освіти і науки України відбувся мітинг «Табачника — на смітник історії!»[23]. Раніше про свою участь в акції заявили Молодіжний Націоналістичний Конгрес, Конгрес Українських Націоналістів, Студентська рада Києва, «Зарево», Спілка Української Молоді в Україні, Студентське братство НАУКМА, Національний Альянс, Молода Просвіта, ВО «Свобода», Українська Народна Рада, студентські організації КПІ i КНУ тощо[24].
- 17 березня 2010 року в Києві під час акції «Табачника — на смітник історії!» співробітниками міліції було затримано заступника голови Київської міської організації ВО «Свобода» Руслана Андрійка[25][26].
- 17 березня 2010 року Львівська обласна рада виразила протест проти призначення міністром освіти і науки України Дмитра Табачника і поставила вимогу до Прем'єр-міністра України та голови Верховної Ради України звільнити Дмитра Табачника із займаної посади[27].
- 17 березня 2010 року на третьому пленарному засіданні 30 сесії Тернопільської обласної ради було прийнято звернення до Президента України, Прем'єр-міністра та голови Верховної Ради України щодо звільнення з посади міністра освіти та науки Дмитра Табачника[28].
- 17 березня 2010 року у Львові відбулася демонстрація студентів з вимогою зняти Дмитра Табачника з посади міністра[29].
- 17 березня 2010 року Рівненська обласна рада висловила підтримку зверненню інших західноукраїнських рад щодо вимоги звільнення Дмитра Табачника з посади міністра[30].
- 17 березня 2010 року ректорат Українського Католицького Університету звернувся із закликом до освітянської громадськості України висловитися публічно про ситуацію, що склалася в освітньому полі України у зв'язку з призначенням на пост міністра освіти і науки Дмитра Табачника[31].
- 17 березня 2010 року відбувся пікет Адміністрації Президента України представниками Конгресу Українських Націоналістів з вимогою звільнити Дмитра Табачника з посади міністра освіти і науки України[32].
- 18 березня 2010 року колектив гімназії «Києво-Могилянський колеґіум» оприлюднив вимогу про звільнення Дмитра Табачника з посади міністра[33].
- 18 березня 2010 року до Президента України з вимогою відставки Дмитра Табачника звернулися «представники української інтелігенції» міста Суми[34].
- 18 березня 2010 року розпочався збір підписів під он-лайн петицією з вимогою відставки Дмитра Табачника[35].

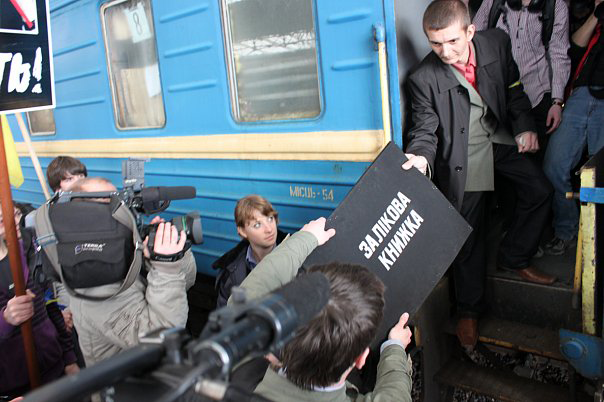
Львівські студенти передають «заліковку Табачника» до Тернополя, Львів

- 19 березня 2010 року у Львові стартувала акція «Перша студентська сесія Дмитра Табачника»[36][37].
- 19 березня 2010 року 19 одеських громадських і політичних організацій звернулися до Президента України Віктора Януковича, голови Верховної Ради України Володимира Литвина, Прем'єр-міністра України Миколи Азарова з вимогою звільнення з посади Дмитра Табачника[38].
- 19 березня 2010 року біля Одеського національного університету імені Іллі Мечникова відбулася акція протесту молодіжних громадських організацій Одеси з вимогою відставки Дмитра Табачника з посади міністра освіти і науки[39][40].
- 19 березня 2010 року голова Харківської обласної організації партії «Реформи і порядок» Іван Варченко звернувся до голови СБУ і генерального прокурора України з приводу притягнення Дмитра Табачника до відповідальності «за порушення Конституції та законів України»[41].
- 19 березня 2010 року спільними зусиллями харківських студентів і представників ВО «Свобода» під стінами Харківської обласної ради відбувся пікет з вимогою звільнити Дмитра Табачника із займаної посади[42][43][44].
- 19 березня 2010 року голова МГО «Студентське братство імені Степана Бандери» Данило Тарасюк повідомив, що 17 березня хостинг-провайдером було припинено обслуговування порталу Студентського братства імені Степана Бандери «Молодий світогляд» (www.sbsb.org.ua). Редакція сайту протягом останнього тижня роботи розміщувала матеріали проти нового уряду, а саме Дмитра Табачника[45].
- 20 березня 2010 року в Інтернеті на сайт YouTube був завантажений новий відеокліп Євгенівановича з ВІА «Веселі біоритми» «Політичні частушки»[46] або «Зустрів Табачника — дай йому підсрачника!»[47].
- 21 березня 2010 року на львівських вулицях відбувся рестарт акції зі збору підписів за відставку українофоба Дмитра Табачника[48][49].
- 21 березня 2010 року у Тернополі пройшло віче «Геть табачників!»[50].
- 21 березня 2010 року у Львові відбувся організований ВО «Свобода» мітинг «Геть табачників! Ставай до лав національної опозиції»[51].
- 21 березня 2010 року з сайту он-лайн петицій (www.petition.org.ua) зникла петиція з вимогою відставки Дмитра Табачника. Під петицією встигли підписатися тисячі людей. Сталося це внаслідок «перезавантаження» сайту[52].
- 22 березня 2010 року на Рівненщині стартувала студентська акція «Геть Табачника!». Першими збирати підписи за відставку міністра освіти і науки України Дмитра Табачника розпочали студенти Національного університету «Острозька академія»[53].
- 22 березня 2010 року ВГО «Студентська Свобода», ВОМГО «Опора молоді» закликали ректорів, деканів та викладачів навчальних закладів Волині підтримати студентську акцію «Табачник, іди геть!» та припинити чинити психологічний тиск на студентів-учасників акції у вигляді залякувань та погроз про відрахування[54].
- 22 березня 2010 року у Хмельницькому розпочався збір підписів під зверненням до центральних органів влади з вимогою негайного звільнення з посади міністра освіти і науки України українофоба Дмитра Табачника[55].
- 23 березня 2010 року у Луцьку відбулося одразу кілька антитабачних акцій[56].
- 23 березня 2010 року продовжилася акція «Перша студентська сесія Дмитра Табачника». Учасники утворили живий ланцюг, що простягнувся від головного корпусу Львівського національного університету імені Івана Франка, через парк імені Костюшка, Національний університет «Львівська політехніка», вулицею Степана Бандери й до Головного залізничного вокзалу. Студенти заповнювали імпровізовану «залікову книжку Табачника», передаючи її ланцюгом, і відпривили, в результаті, до тернопільських спудеїв (потім «заліковка» відвідала Харків, Суми, Кіровоград, а в Києві її спробували вручити Табачнику)[57][58][59]. У акції взяли участь близько 10 000 студентів[60].
- 23 березня 2010 року в Чернівцях пройшов студентський мітинг «Табачника геть!»[61].
- 23 березня 2010 року після закінчення студентської акції протесту координатора громадянської кампанії «Табачника геть!» у Чернівецькій області Віталія Тельпова телефоном викликали до Служби безпеки України[62].
- 23 березня 2010 року в Івано-Франківську пройшов антитабачний флешмоб «В яблучко»[63].
- 23 березня 2010 року Волинська обласна рада висловила глибоке занепокоєння призначенням на посаду міністра освіти і науки «відомого своїми українофобськими поглядами» Дмитра Табачника і звернулася до Президента України, прем'єр-міністра, депутатів Верховної Ради України з вимогою звільнення Дмитра Табачника з займаної посади[64].
- 23 березня 2010 року у Переяслав-Хмельницькому відбулася антитабачна демонстрація протесту[65].
- 24 березня 2010 року Сумська міська рада ухвалила звернення до Верховної Ради, прем'єр-міністра та президента з вимогою звільнення Дмитра Табачника з посади міністра освіти та науки[66].
- 24 березня 2010 року сумські студенти провели акцію «відрядження» Дмитра Табачника потягом до Москви[67][68].
- 25 березня 2010 року в Тернополі продовжилося «складання сесії» Дмитром Табачником. Далі «заліковка Табачника» помандрувала до луцьких студентів[69].
- 25 березня 2010 року в Миколаєві під час проведення акції «Геть Табачника! Зупинимо наступ на українську освіту і науку» стався спланований напад представників українофобських сил[70][71].
- 25 березня 2010 року в Києві, під час розповсюдження листівок, працівниками міліції був затриманий активіст громадянської кампанії «Табачника геть!» Анатолій Пікуль[72][73], але правоохоронні органи не змогли висунути йому жодних звинувачень і відпустили того ж дня. Майор міліції Петро Онищенко (1972-2013), вдягнений у цивільне, видирав листівки з рук активістів і перешкоджав роздачі. Працівники міліції у формі цим діям не перешкоджали.[74].
- 25 березня 2010 року Луцька міська рада звернулася до Президента України, прем'єр-міністра України і Верховної Ради України з вимогою звільнити Дмитра Табачника з посади міністра[75].
- 26 березня 2010 року громадський комітет «Табачник — стоп!» організовує протестну ходу вулицями Полтави[76].
- 26 березня 2010 року в Одесі відбулася студентська театралізована акція протесту «Дай Табачнику відставного підсрачника»[77].
- 30 березня 2010 року до порядку денного сесії Верховної Ради було винесено питання про зняття міністра освіти та науки України Дмитра Табачника із займаної посади[78], але пропозиція отримала підтримку лише 202 депутатів (для звільнення потрібно було 226 голосів).
- 31 березня під час акцій протесту під стінами Кабінету міністрів заступник міністра освіти та науки Петро Куликов публічно назвав студентів-мітингувальників «бидлом» в інтерв'ю телеканалу «Сіті».[79]

### Квітень 2010

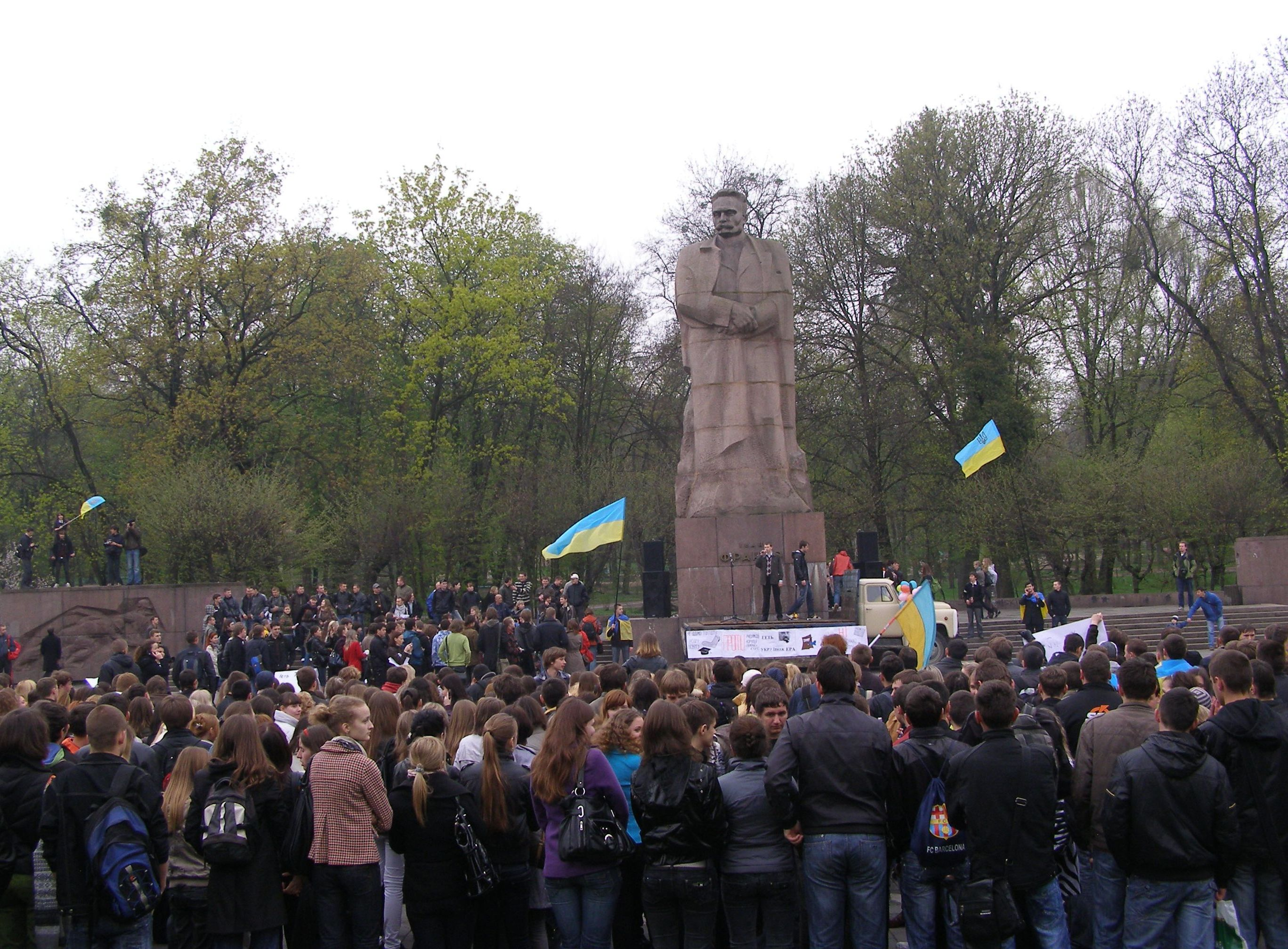
Студентська демонстрація у Львові з метою відставки Табачника (20 квітня 2010)

- 7 квітня 2010 в Сумах громадські діячі та небайдужі громадяни Сумщини провели пікет проти призначення Міністром освіти і науки України Дмитра Табачника[80].
- 9 квітня 2010 року Апеляційний суд міста Києва задовольнив апеляційну скаргу адвоката Миколи Коханівського Сидора Кізіна про незаконний арешт Шевченківським районним судом та постановив випустити з-під ватри Миколу Коханівського[81], що був незаконно затриманий і засуджений на 2 міс. під час АнтиТабачної кампанії.
- 10 квітня 2010 на Вічевому Майдані Івано-Франківська відбувся студентський флеш-моб проти міністра освіти Дмитра Табачника. Молодь висловлювала свою незадоволеність міністром наліпками та плакатами з написом «Табачника геть». Під час дійства, студенти обвішали наліпками Дмитра Табачника, заліпивши йому рот, очі та вуха[82].
- 15 квітня 2010 у Львові під час матчу «Карпати» — «Шахтар» фанати команди господарів розтягли на трибунах банер розміром 9х9 метрів з перекресленим обличчям Міністра освіти і науки України і написом «Геть Табаку»[83].
- 20 квітня 2010 у Львові відбувся десятитисячний мітинг за відставку Дмитра Табачника, який почався на площі перед головним корпусом Львівського університету ім. І. Франка, звідки мітингувальники попрямували до будівлі Львівської облдержадміністрації. На 20 квітня був запранований візит президента Віктора Януковича до Львова, однак через мітинг його було скасовано[84][85].

### Травень 2010
- 11 травня 2010 року у Львові відбувся попереджувальний страйк проти Дмитра Табачника. Близько 30-ти студентів змайстрували 20 опудал і приклеїли на них фото ректорів вищих навчальних закладів з різних міст. Ініціатором створення страйкомів і проведення страйку став Молодіжний рух захисту національних інтересів. Страйк полягав у тому, що вищі навчальні заклади Львова (а саме ряд факультетів Львівського національного університету імені Івана Франка, Львівська комерційна академія, Український католицький університет та Львівський коледж зв'язку) на 2 години припинили навчання. Організатори акції розповсюджували серед студентів листи до Табачника з вимогою піти з посади і не заважати їм вчитися. Кожен студент міг наклеїти марку і надіслати цього листа міністру. Також львівські студенти записували відеозвернення до студентів зі Сходу України, в яких закликали їх не боятися та приєднуватися до акцій протесту. Опудала мали передатись київським студентам, які планували «парад опудал Табачника» у Києві[86].
- 25 травня 2010 року у Донецьку, під час візиту Табачника в регіон, студенти Донецького національного університету провели акцію протесту[87].
- 27 травня 2010 року у Києві відбувся флеш-моб «СТАБАЧений Хрещатик». Учасники акції привернули увагу громадськості до забудови історичного центру столиці, а саме до будівлі по вул. Грушевського, 4б і прилеглих земельних ділянок, а також про не менш як 8 об'єктів на Андріївському Узвозі, які намагається привласнити собі ТОВ «ГРААЛЬ», до якої причетний брат міністра освіти і науки Дмитра Табачника Михайло Табачник. Організували захід ініціативні групи проти забудови Хрещатику, громадські ініціативи «АнтиТабачна Кампанія», «Табачника — геть!» та ГО «Наша земля». Учасники акції створили «живий ланцюг», намагаючись таким чином продемонструвати свою єдність та готовність не допустити забудову історичного центру міста. Після того активісти намагалися нанести на паркан трафарет із зображенням Дмитра Табачника і написом «СТАБАЧЕНО», але представники міліції перещкодили цьому, силоміць відбираючи з рук учасників акції балончики з фарбою[88][89].

### Червень 2010
- 22 червня 2010 року у Києві активісти громадянського руху «Відсіч» провели під стінами Міністерства освіти та науки флешмоб «День боротьби з Табачником і з нацизмом!»[90][91][92].

### Серпень 2010

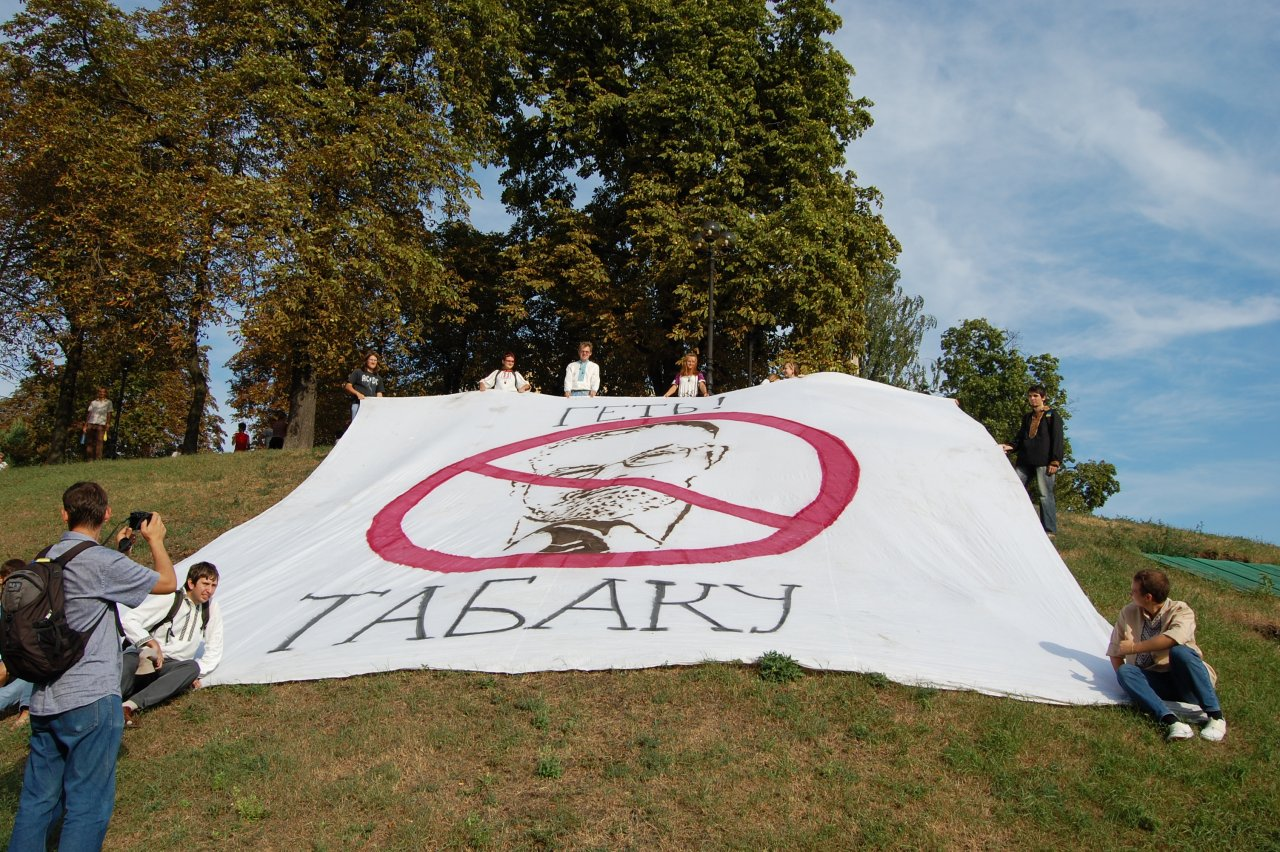
Акція проти Табачника на День Незалежності України 2010 року. Київ

- 24 серпня 2010 року, на День Незалежності України, поблизу Майдану Незалежності у Києві під час провладних концертних заходів, на схилі пагорбу біля Жовтневого палацу активісти ГР «Відсіч» розгорнули переданий львів'янами банер «Геть Табаку». Акція закінчилася затриманням міліцією учасника. Банер незаконно вилучили і в результаті не повернули, попри те, що про вилучення не склали жодного акту, а суд щодо «незаконного проведення акції» активісти виграли.[93][94][95]

### Вересень 2010
- 1 вересня 2010 на День знань у Києві та Львові відбулися акції «Хто керує МОН-ом?». Організатором виступив Громадянський рух «Відсіч», у столиці до проведення дійства долучився рух «Митці проти цензури». У Києві активісти привели до будівлі міністерства освіти і науки козла, що мав зображати керівника міністерства. В такий спосіб учасники акції висловили свій протест проти дій міністра освіти і науки Дмитра Табачника і вимагали його відставки[96][97][98]. У Львові акцію провели біля Львівської обласної адміністрації. Учасники протесту тримали плакати: «Провалена вступна компанія», «Повернення до 11-річки», «Обов'язкова дошкільна освіта», «Скасування іспиту з української мови у вишах». Основним персонажем акції став одягнений в сорочку, краватку та окуляри цап, який символізував Дмитра Табачника. Після акції «цапа-табачника» повели на Площу Ринок, де кожен охочий міг безкоштовно зробити з ним фото на пам'ять[99][100]. Також акція мала відбутися у Одесі, однак місцева влада судовим рішенням заборонила захід.

### Жовтень 2010

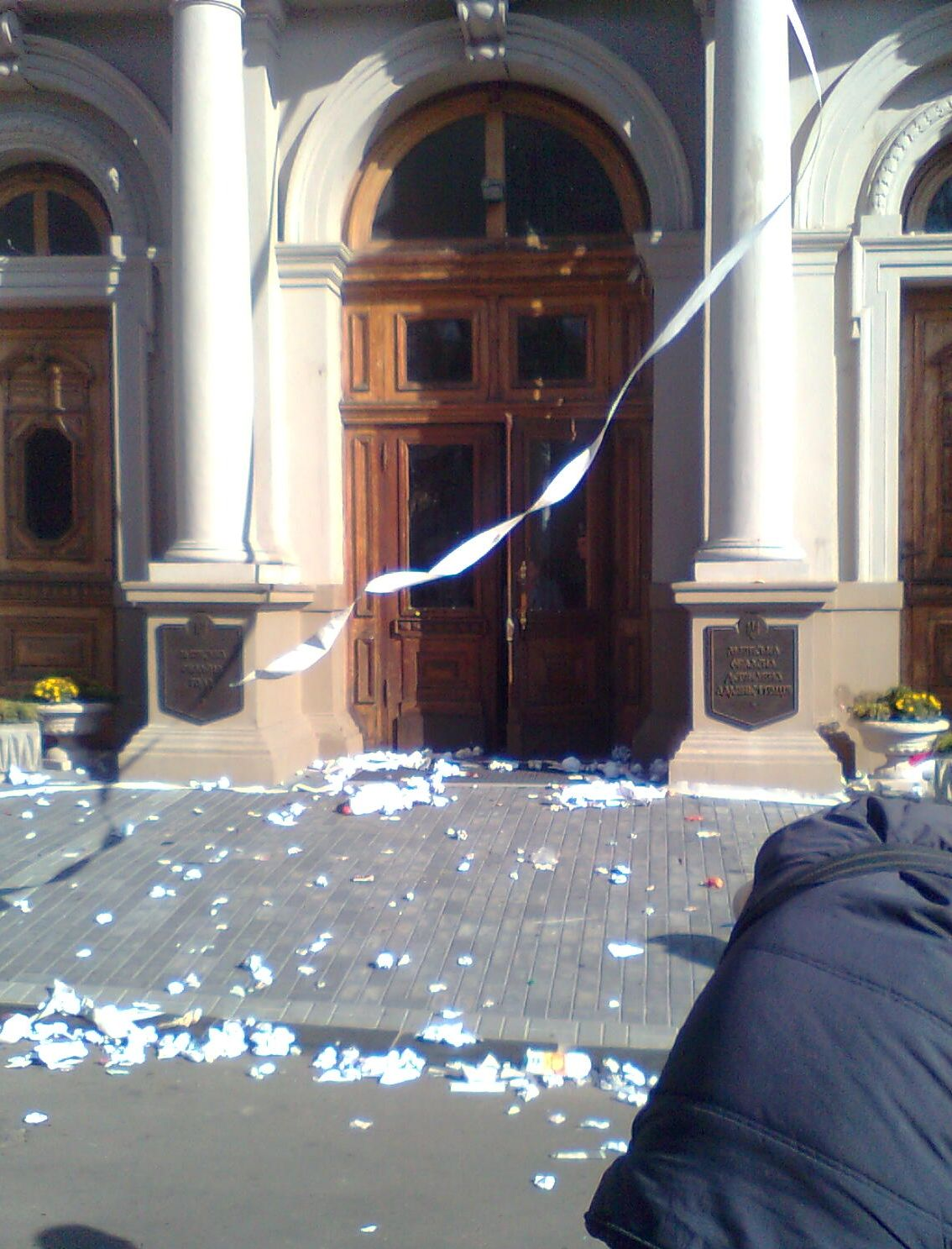
Вхід до Львівської ОДА після масової акції протесту студентів (12 жовтня 2010)

- 12 жовтня 2010 року у Львові понад 5 тисяч студентів пройшли центральними вулицями міста та пікетували Львівську обласну державну адміністрацію, вручивши посадовцям вимоги щодо скасування платних послуг у ВНЗ і звільнення Дмитра Табачника з посади міністра. Студенти заблокували вхід до будівлі та закидали двері конспектами, туалетним папером і сміттям[101].
- 18 жовтня 2010 року у Львові понад 300 осіб влаштували пікет біля обладміністрації. Вони вимагали не приймати в парламенті законопроєкт про мови. Близько години пікетувальники скандували «Геть Табачника!» і співали пісні[102].
- 22 жовтня 2010 року окружний адміністративний суд Києва заборонив партії «За Україну!» проводити біля Адміністрації Президента акцію з вимогою негайного звільнення міністра освіти та науки Дмитра Табачника. Активісти партії провели акцію на вулиці Лютеранській[103].

### Березень 2011
- 11 березня, у Львові навпроти головного корпусу Львівського національного університету ім. І. Франка на честь роковин перебування Дмитра Табачника на посаді міністра освіти і науки України відбулось урочисте «відкриття» та встановлення меморіальної дошки «за особливі заслуги та здобутки в галузі Атєчєствєної освіти». Організаторами акції стали «АнтиТабачна кампанія», яка об'єднала Молодіжну референтуру Конгресу українських націоналістів, Молодіжний націоналістичний конгрес (МНК), ОУМ «Спадщина», ГО «Борець» та свідому молодь і активне студентство. Дошку прикріпили на імпровізованому вищому навчальному закладі у вигляді великого дерев'яного ящика — «Інституті Українофобії ім. Д. В. Табачника». «Інститут» на честь Табачника нагадував сільський виходок, вступити у який допоможуть гроші, вкинуті у трилітрову банку з написом «Вступ по-табачницьки». На виході випускникам такого ВНЗ вручали медалі з осликом та диплом на шматку туалетного паперу. Після урочистої презентації «Інституту» на ньому встановили пам'ятну дошку червоного кольору із вигравійованими золотими буквами та портретом міністра освіти[104].
- 28 березня 2011 року у Львові під місцевими ВНЗ в рамках кампанії «Проти деградації освіти» ГР «Відсіч» починає серію акцій «Вища освіта — біг з перешкодами». Студентам запропонували зіграти у гру: «пройти шлях до своєї вищої освіти, долаючи перешкоди, які нам хоче підсунути МОНМС». Мета акцій — показати як негативи останньої редакції законопроєкту «Про вищу освіту» зокрема, так і законотворчої політики міністерства в цілому. Серія напряму стосується АнтиТабачної кампанії. Під час акцій виголошувалось незадоволення міністром і міністерством, на листівках розповсюджувались зображення «монстра» — карикатурні зображення Табачника. Цього дня акції пройшли біля Львівського національного університету імені Івана Франка та Національного університету «Львівська політехніка»[105].
- 30 березня 2011 року у Дублянах, що неподалік Львова, коло Львівського національного (державного) аграрного університету відбувається третя акція із серії «Вища освіта — біг з перешкодами».
- 31 березня 2011 року у Львові біля скляного корпусу Національного лісотехнічного університету студенти проводять четверту акцію із серії «Вища освіта — біг з перешкодами».

### Квітень 2011
- 13 квітня 2011 року під стінами Львівської ОДА у Львові відбувається 3-4-тисячний студентський мітинг «Проти деградації освіти»[106][107][108][109], під час якого учасники оголошують свої вимоги, серед яких — відставка Дмитра Табачника[110]. Протест почався біля пам'ятника І. Я. Франку і продовжився ходою до адміністрації. Акція проводилась у рамках кампанії «Проти деградації освіти», однак вона відноситься і до АнтиТабачної.

### Червень 2011
- 1 червня 2011 року у Києві у Міжнародний день захисту дітей активісти ГР «Відсіч» та ВГО «Не будь байдужим» провели під КМДА акцію «ГУОН?! Шо за гон?» (ГУОН — Головне управління освіти та науки). Протест пройшов з вимогами забезпечити якісну шкільну й дошкільну освіту замість повального відкриття російськомовних класів у школах та російськомовних груп у садочках Києва. Активісти влаштували театралізовану візуалізацію наслідків, які можуть виникнути після таких освітніх нововведень, що потребують значного фінансування.[111][112]
- 21 червня 2011 року у Києві біля Кабінету Міністрів у вигляді театралізованого дійства відбулась прес-конференція студентських активістів, викладачів. Причина проведення — інформація, згідно з якою 23 червня могло відбутися в порушення процедури затвердження законопроєкту Табачника «Про вищу освіту» на рівні уряду. Молодь вимагала відставки міністра та керівництва МОНМС. Студенти висловили готовність продовжити протести у вересні.[113][114] Акція одночасно відноситься до кампанії «Проти деградації освіти». Цього ж дня представники підконтрольних МОНМС студентських організацій провели свою прес-конференцію, на якій закликали підтримати законопроєкт[115].

### Серпень 2011

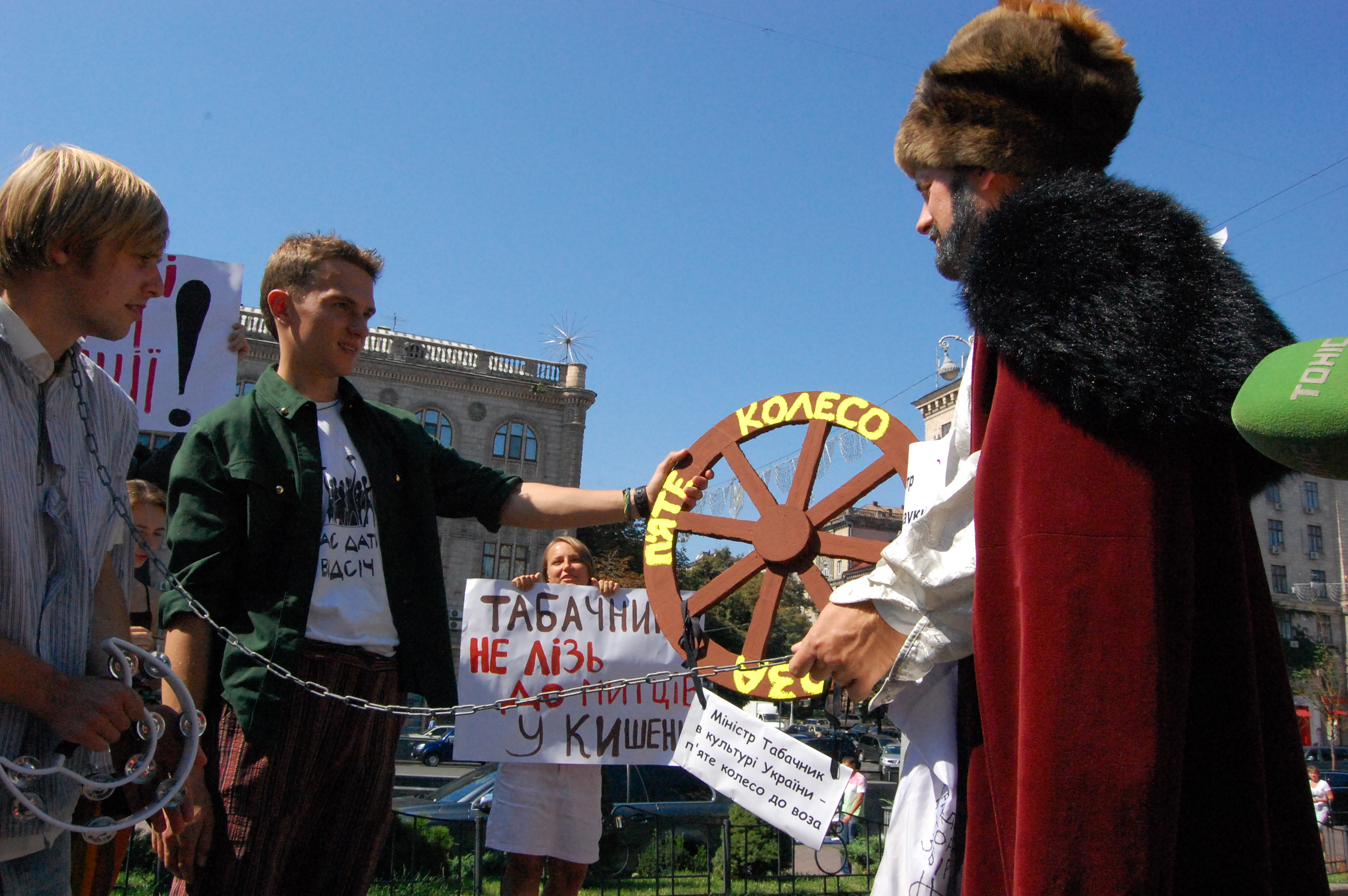
«Міністр Дмитро Табачник — п'яте колесо до воза української культури», Київ

- 29 серпня 2011 року у Києві на центральній вулиці Хрещатик активісти ГР «Відсіч» разом із митцями, зокрема з Олександром Ярмолою з гурту «Гайдамаки», лідером гурту «Крихітка» Кашею Сальцовою, поетом Сергієм Пантюком, провели акцію «Ні мистецькому рабству!» Причина — намагання одіозного міністра Дмитра Табачника втрутитися у сферу авторського та суміжних прав, а саме — поява проєкту Наказу, який передбачає такий контроль МОНМС.[116][117]

### Вересень 2011
- 1 вересня 2011 року у 8-ми містах України активісти ГР «Відсіч», вже традиційно на День знань[118][119], провели акцію «З Табачника реформ, як з козла молока». Основна ідея всеукраїнської акції — наголосити на невиконаних обіцянках міністра Дмитра Табачника, брехні, просуванні законопроєкту «Про вищу освіту» (який обмежуватиме права студентів та надмірно комерціалізуватиме освіту, підсилюватиме корупцію) та посадовій некомпетентності[120]. У Києві біля Адміністрацію Президента студенти притягли саморобну цистерну для молока, з якої можна було налити лише підсолоджену воду, що символізувало «порожні» обіцянки міністра[121][122]. У Львові на Площі Ринок було символічно встановлено пам'ятник міністру-козлу[123]. У Вінниці учасники акції та всі охочі стрибали через козла (спортивний снаряд). У Донецьку мешканцям міста показали «міністерську кухню», куди потрапляє «усілякий непотріб». У Луцьку студенти показували поламаного будівельного козла, з якого, на їхню думку, «не можна нічого взяти»[124]. У Черкасах на Соборній площі активісти порівняли реформи Табачника зі стіною, з якої вивалюються цеглини та з хитким і пошарпаним будівельним козлом[125][126]. Також акції відбулись у Дрогобичі та Житомирі . Акція одночасно відноситься і до кампанії «Проти деградації освіти».
- 22 вересня 2011 року у Києві починається дводенний "Форум міністрів освіти європейських країн «Школа XXI століття: Київські ініціативи»[127]. На противагу йому студенти та активісти НСП «Пряма дія» проводять студентський контрфорум «Інший бік освіти». Серед вимог мітингувальників: недопущення введення платних послуг і підвищення вартості навчання, стипендія на рівні прожиткового мінімуму, вільний вибір предметів та цілодобовий доступ до гуртожитків тощо, недопущення прийняття одіозного законопроєкту «Про вищу освіту». Також висловлювалось загальне невдоволення діяльністю як МОНМС загалом, так і Дмитра Табачника на посаді міністра зокрема[128]. Цього дня суд, аргументуючи проведенням Форуму, заборонив будь-які акції у центрі міста, однак у списку заборонених місць не було Софіївської площі. Студенти вирішили зібратися на Михайлівській площі. Після деяких суперечок із судовим виконавцем, рушили в бік Софіївської площі, однак поряд з колоною, у сквері біля Михайлівської вулиці, де складувалася звукова апаратура учасників ходи (яку активісти хотіли забрати), виникла сутичка з міліцією, яка забороняла її брати і намагалась незаконно конфіскувати. Під час цього затримали активіста НСП «Пряма дія». На цей момент більшість учасників колони вже покинула це місце. Затриманого активіста повели і затягли до автобуса з «Беркутом» на Михайлівській площі. Близько 6-10 учасників протесту побігли з'ясовувати, на якій підставі відбулося затримання, в результаті чого з цього автобуса вибіг «Беркут» і без пояснень почав розштовхувати людей, затримавши одного активіста ГР «Відсіч» та затягнувши його у той самий автобус. Тим часом на перехресті Володимирського провулку з вулицею Малою Житомирською сталася друга сутичка з міліцією, яка перегородила шлях колоні до Софіївської площі. Попри те, що учасники переходили вулицю нерегульованим пішохідним переходом, підполковник міліції Петро Онищенко оголосив, що переймає на себе обов'язки регулювальника[129]. Під час сутички були затримані ще двоє активістів НСП «Пряма дія». У автозаку «беркутівці» били одного з активістів та поводились брутально із затриманими[130]. Всі затримані були доправлені до 4-го територіального відділення міліції Шевченківського РУ ГУ МВС у м. Києві[131], де їм не висунули жодних звинувачень та відпустили. Пізніше заступник речника Київської міліції заявив, що під час акції нікого не затримували, а лише запросили на бесіду. Учасники акції безперешкодно провели мітинг на Софіївській площі та розійшлись до наступного дня.[132][133][134]
- 23 вересня 2011 року у Києві триває «Форум міністрів освіти…», а з ним і студентський контрфорум «Інший бік освіти». Цього дня маршрут ходи від Михайлівської площі Трьохсвятительською вулицею до Європейської площі не був заборонений судовим рішенням, однак міліція та спецпідрозділ «Беркут» (яких на площу було стягнено близько 300 осіб) перегородили шлях у напрямку ходи. Студенти влаштували сидячий протест просто під кордоном міліції. За різними свідченнями внаслідок нескоординованих дій або провокацій футбольних хуліганів[135] близько 5 людей кидаються бігти у протилежний бік від кордону. Міліція та «Беркут» одразу беруть більшу частину протестуючих у кільце, де створюється тиснява, яку згодом послаблюють. Активістів тримають 2 години. Весь цей час тривали перемовини організаторів акції з керівництвом силовиків, в тому числі за участю народних депутатів України. В результаті колоні таки дозволяють рушити Трьохсвятительською вулицею до Європейської площі, де мітинг завершується. Вже після акції активісти намагалися пройти в напрямку вулиці Інститутської, де проходить «Форум міністрів освіти…», але молодих людей не пускала міліція.[132] За результатами проведеного Форуму стало зрозуміло, що міністри більшості країн Європи його проігнорували[136]. Студентський контрфорум «Інший бік освіти» одночасно відноститься до кампанії «Проти деградації освіти».

### Травень 2012
- 21 травня 2012 року у Києві близько десяти дівчат, колишні студентки, аспірантки та магістри, продефілювали біля МОНМС[137]. Акція стала відповіддю на заяву Дмитра Табачника про те, що у ВНЗ гарно навчаються переважно некрасиві дівчата[138]. За деякими оцінками такі слова можна характеризувати як сексистські та такі, що підпадають під статтю 161 КК України [139]. Міністр за свої слова не вибачився.[140] За нього попросив пробачення прем'єрміністр Микола Азаров.[141]

### Вересень 2012
- 1 вересня 2012 у День знань на Хрещатику активісти ГР «Відсіч» нагадали про проблему перебування Дмитро Табачника на посаді міністра.[142][143][144][145]

## Наслідки кампанії
«АнтиТабачна кампанія» наприкінці 2010 року пішла на спад, але поодинокі акції протесту відбувалися й надалі.
Частина учасників кампанії перейшла до активного протистояння реформам Дмитра Табачника у рамках кампанії «Проти деградації освіти» — протидія прийняттю законопроєктів «Про вищу освіту» (№№ 7486-1, 9655 та 1187), які зменшують та знівельовують права студентів, їхній соціальний захист, сприяють поглибленню корупції у навчальних закладах тощо.

## Оцінки кампанії
За даними аналітичного центру «Агентство Стратегічних Досліджень», АнтиТабачна кампанія посіла друге місце у рейтингу молодіжних ініціатив 2010-го року.

## Думки з приводу
|  | Не забагато їм честі? Ми ж своїми антитабачниківськими діями немовби кажемо: «Принципово нас не влаштовує лише Табачник, а поза ним — більше ніхто. Тому працюйте спокійно, хлопці, ви загалом нормальні й цілком нас влаштовуєте. Однак, є серед вас одна людина, яка самим фактом свого існування принижує нашу гідність і наші вартості. І бажано, щоб на таці винесли його голову». Але хіба це так? (Андрій Бондар) |

|  | Але славу Табачника складають його власні твори, повне зібрання яких варто надіслати на експертизу. Ними можна здивувати світ. Оригінальність їх полягає в тому, що Табачник не приховує сорому, з яким просто не приходять на державну службу в жодній країні світу. В тому відношенні він — основоположник нових держстандартів. (Євген Сверстюк) |

|  | Питання Табачника — питання ідеологічне, а як відомо, в українській політиці ідеологія завжди поступалася «прагматичній, з загальнолюдськими цінностями», силі «бабла». Тому за політику новий міністр може бути спокійний: звідти йому не слід чекати небезпеки. (Олесь Городецький) |